# Granville Leveson-Gower, 1. markýz ze Staffordu
Granville Leveson-Gower, 1. markýz ze Staffordu (Granville Leveson-Gower, 1st Marquess of Stafford, 2nd Earl Gower, 2nd Viscount Trentham, 3rd Baron Gower of Stittenham) (4. srpna 1721, Swynnerton Hall, Anglie – 26. října 1803, Trentham Hall, Anglie) byl britský státník a dvořan ze šlechtického rodu Leveson-Gowerů. Jako politik náležel k whigům a s přestávkami zastával téměř padesát let vysoké funkce ve vládě a u dvora. Dvakrát byl prezidentem Tajné rady a lordem strážcem tajné pečeti, v roce 1786 získal titul markýze. V další generaci pak jeho syn George (1758–1833) po dalších příbuzných zdědil největší pozemkový majetek v Británii a v roce 1833 byl povýšen na vévodu ze Sutherlandu.

## Kariéra
Narodil se jako třetí syn 1. hraběte Gowera na jednom z rodových sídel Swynnerton Hall, po matce byl vnukem 1. vévody z Kingstonu, jeho dva starší bratři zemřeli v dětství. Studoval ve Westminsteru a Oxfordu a v letech 1744–1754 byl členem Dolní sněmovny za stranu whigů. Od mládí patřil k přátelům a politickým partnerům svého švagra 4. vévody z Bedfordu. Do vlády se dostal poprvé jako lord admirality (1749–1751), poté byl lordem strážcem tajné pečeti (1755–1757), od roku 1755 zároveň člen Tajné rady. Mezitím zdědil titul hraběte Gowera a vstoupil do Sněmovny lordů (1754; do té doby jako otcův dědic vystupoval pod jménem vikomt Trentham). V dalších vládách zastával vysoké posty u dvora (nejvyšší štolba 1757–1760, vrchní správce královského šatníku 1760–1763, lord nejvyšší komoří 1763–1765). V letech 1767–1779 byl prezidentem Tajné rady a vládu opustil pro nesouhlas s válkou proti USA. Po pádu Northovy vlády (1782) byl požádán o sestavení kabinetu, což ale odmítl a nevstoupil ani do dvou následujících vlád. Znovu se do vlády dostal až pod Williamem Pittem mladším, kdy byl opět prezidentem Tajné rady (1783–1784) a lordem strážcem tajné pečeti (1784–1794).
V roce 1771 získal Podvazkový řád a v roce 1786 byl povýšen na markýze ze Staffordu. Mimoto zastával místodržitelské úřady v hrabstvích Stafford (1755–1800) a Sutherland (1794–1803).

## Rodina

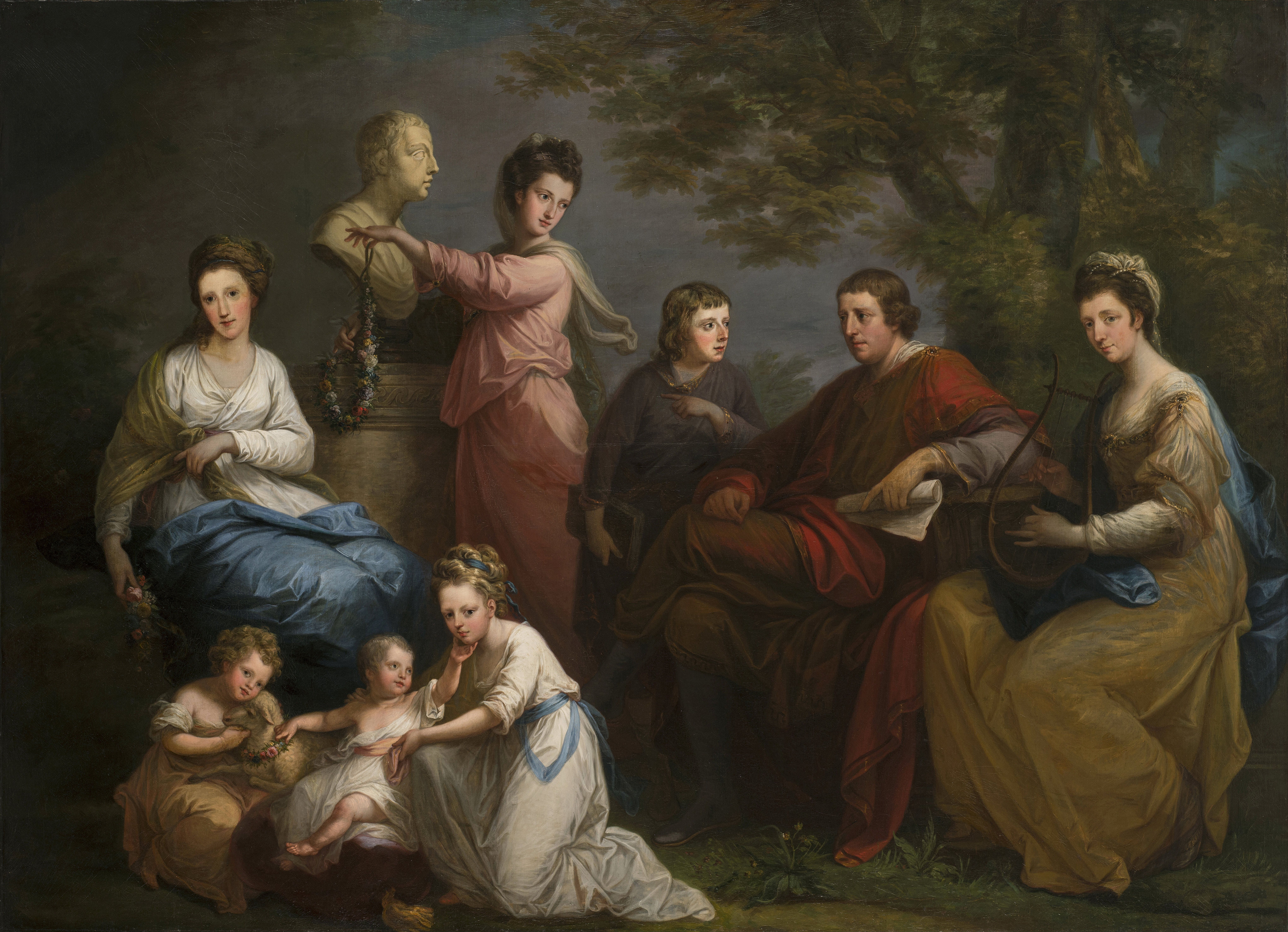
Rodina 1. markýze ze Staffordu (1772)

Poprvé se oženil v roce 1744 s Elizabeth Fazakerley (1723–1746) z bohaté obchodnické rodiny (věnem přinesla 20 000 liber). Potomstvo měl až z druhého manželství s Louisou Egerton (1723–1761), dcerou 1. vévody z Bridgewateru. Majetek a tituly Egertonů později přešly na potomstvo Leveson-Gowerů (1803). Jeho třetí manželkou byla od roku 1768 Susannah Stewart (1748–1805), dcera skotského šlechtice 6. hraběte z Galloway.
- Margaret (1753–1824), manžel 1770 Frederick Howard, 5. hrabě z Carlisle (1748–1825), místokrál v Irsku, ministr obchodu, nejvyšší hofmistr
- Louisa (1757–1827), manžel 1777 Sir Archibald Macdonald (1745–1826), prezident finančního soudu ve Skotsku
- George Leveson-Gower, 1. vévoda ze Sutherlandu (1758–1833), vyslanec ve Francii, generální poštmistr, r. 1833 povýšen na vévodu
- Anne (1761–1823), manžel 1784 Edward Harcourt (1757–1847), arcibiskup v Yorku
- Georgiana (1769–1806), manžel 1797 William Eliot, 2. hrabě ze St. Germans (1767-1845)
- Susan (1770–1838), manžel 1795 Dudley Ryder, 1. hrabě z Harrowby (1762-1847), ministr zahraničí, prezident Tajné rady
- Charlotte (1771–1854), manžel 1791 Henry Somerset, 6. vévoda z Beaufortu (1766–1835)
- Granville Leveson-Gower, 1. hrabě Granville (1773–1846), diplomat, velvyslanec ve Francii, r. 1833 povýšen na hraběte